# José Clos y Pagés
José Clos y Pagés (* 23. April 1859 in Prelada, Spanien; † 2. August 1931) war ein spanischer römisch-katholischer Bischof von Zamboanga auf den Philippinen.
José Clos y Pagés trat den Jesuiten bei und wurde am 29. Juli 1894 zum Priester geweiht. Am 7. Mai 1920 wurde er zum Bischof von Zamboanga ernannt und am 17. Oktober 1920 durch Joseph Petrelli zum Bischof geweiht.